# Lloyd Mondory
Lloyd Mondory (født 26. april 1982) er en fransk tidligere professionel cykelrytter.